# ×Solidaster luteus
Solidaster luteus là một loài thực vật có hoa trong họ Cúc. Loài này được (Everett) M.L.Green ex Dress miêu tả khoa học đầu tiên năm 1976.